# Бльодит
Бльодит — мінерал, водний сульфат натрію і магнію.
Інша назва — астраханіт.

## Загальний опис
Хімічна формула: 4[Na2Mg(SO4)2·4H2O]. Сингонія моноклінна. Сильно змінені коротко-призматичні кристали, масивні зерна або щільні агрегати. Твердість 2,5-3. Густина 2,25. Безбарвний, голубуватий або червонуватий. На смак слабко гірко-солоний. Бльодит — мінерал евапоритів, зустрічається в печерах. Названий на честь німецького хіміка К. Бльоде.